# يانوش زابوليا
يانوش زاپولياي أو يوحنا زاپولياي (بالمجرية: Szapolyai János)، (1490 أو 1491 - 22 يوليو 1540) ملك المجر (تحت اسم يانوش الأول) من 1526 إلى 1540. نازعه الأرشيدوق فرديناند الأول في الحكم، والذي طالب أيضًا بلقب ملك المجر. كان فويفود ترانسيلفانيا قبل تتويجه بين 1510 و1526.

## مرحلة الطفولة
كان يوحنا زاپولياي أكبر أبناء بالاطين المجر أسطفان زاپولياي من زوجته الثانية هيدفيغ من سيزين. ينحدر والده أسطفان زاپولياي من عائلة كرواتية نبيلة في سلافونيا. استمد اسم عائلتهم من العبارة الكرواتية «زا بولياي» (التي تعني حرفيًّا «وراء الحقل»). أصبح ستيفن واحدًا من أغنى نبلاء مملكة المجر بعد أن ورث مقاطعات شقيقه إيميريك زابوليا الكبيرة عام 1487م. كان زواج أسطفان زاپولياي من الدوقة السيليزية، هيدفيغ، التي كانت قريبة الإمبراطور ماكسيمليان الأول، سببًا في زيادة مكانة عائلة زابوليا.
ولم يكن لدى أسطفان زاپولياي أبناء عندما توفي ماثياس كورفينوس ملك المجر، في 6 أبريل 1490 وفقًا لتقرير معاصر، ولكن ميثاقا صدر في سبتمبر 1491 ذكر أن يوحنا زاپولياي قد ولد بين هذين التاريخين. ولد في قلعة سزيبس (قلعة سبيس في سلوفاكيا الآن)، التي كانت مركزا هاما لمقاطعات زابوليس. في البرلمان المجري في عام 1497، نشر معارضو أسطفان زاپولياي شائعات حول اعتزامه تتويج ابنه ملكًا. ورث يوحنا زاپولياي وشقيقه الأصغر جورج مقاطعات أبيهما الواسعة في عام 1499. كانت مقاطعاتهما تقع بشكل رئيس في الجزء العلوي من المجر (سلوفاكيا الآن)، حيث احتفظا بمعظم الأراضي في خمس مقاطعات. أرادت هيدفيغ إقناع أولازلو الثاني ملك المجر وبوهيميا بتزويج ابنته الوحيدة آن إلى يوحنا زاپولياي. لكن الملك أولازلو رفض فكرة الزواج بين الأميرة آن ويوحنا زاپولياي.

## مسيرته المبكرة

### زعيم حزب النبلاء
بدأ يوحنا زاپولياي حياته المهنية العامة في عام 1505 كعضو في مجلس رواكوس التشريعي. وبناء على طلبه، ففي 13 أكتوبر 1505 أقر البرلمان الجديد في راكوس مشروع قانون يحظر انتخاب أجنبي ملكًا إذا توفي أولازلو دون نسب من الذكور. كان مشروع القانون يهدف إلى خلق قاعدة قانونية لوصول يوحنا زاپولياي إلى العرش بعد وفاة أولازلو، لكن الملك رفض التصديق عليه، وأغلق البرلمان. وكان شقيق أولازلو الملك زغمونت ياغيلون من بولندا قد جاء إلى المجر للتوسط بين العائلة المالكة وزابوليا في أواخر يونيو. وكان الإمبراطور ماكسيميليان قد أعلن في سبتمبر الحرب على المجر، لأنه كان راغبا في حماية حقه (الذي اعترف به في «سلام بريسبورغ» في عام 1491) في خلافة أولازلو. في ذلك الوقت، كان المراهق يوحنا زاپولياي أحد قادة الجيش المجري. وخلال الحرب، وقع مبعوثا أولازلو وماكسيمليان معاهدة سرية في 30 مارس 1506 بشأن زواج ابنة أولازلو آن من حفيد ماكسيميليان، فرديناند، ومع ذلك استطعت زوجة الملك أولازلو إنجاب ولدًا وسمي بـ لويس، في 1 يوليو، مما وضع حدا للحرب مع ماكسيميليان.
وفي الوقت نفسه، كانت النزاعات الخطيرة التي خاضها يوحنا زاپولياي مع البلاط الملكي سببا في تحويله إلى زعيم «حزب وطني»، يتألف من الرجال النبلاء الأصغر الذين يعارضون التوجه المؤيد لهابسبورغ في الطبقة الأرستقراطية العليا والملك أولازلو. وعلى الرغم من أن البرلمان رفض في البداية سن حق ولاية العهد للأمير لويس في خلافة الملك أولازلو، إلا أن لويس توج أخيراً بطلب أولازلو نفسه في 4 يونيو 1508. وحسب المؤرخ الراحل في القرن السادس عشر ميكلوس إستفانفير، حاول يوحنا زاپولياي إقناع أولازلو بتزويجه من الأميرة آن عندما عاد الملك من بوهيميا في مطلع عام 1510، لكن الملك رفض ذلك مرة أخرى. تزوجت باربرا زابوليا شقيقة يوحنا زاپولياي من الملك البولندي زغمونت الأول في عام 1512، الأمر الذي أدى إلى زيادة نفوذ أسرة زابوليا على المدى القصير، لأن باربرا توفيت في كراكوف في عام 1515.

### ملك المجر
في عام 1526، سحقت الإمبراطورية العثمانية بقيادة السلطان سليمان القانوني الجيش الملكي المجري في معركة موهاج وقتلت الملك لويس الثاني. وكان زابوليا في طريقه إلى ساحة المعركة مع جيشه الضخم ولكنه لم يشارك في المعركة لأسباب مجهولة. دخل العثمانيون العاصمة الملكية بودا واحتلوا سرميا، ثم انسحبوا من المجر. اتسمت الأشهر الثلاثة الأخيرة من هذا العام بفراغ في السلطة؛ وكانت السلطة السياسية في حالة انهيار، ورغم ذلك اختار المنتصرون عدم فرض حكمهم.
ترشّح اثنان ومنهم يوحنا زاپولياي فويفود ترانسيلفانيا، وأبرز أرستقراطيي المجر، فضلا عن قائد الجيش السليم. أما الآخر فكان أرشيدوق النمسا فرديناند، صهر الملك الراحل وشقيق الإمبراطور الروماني المقدس كارل الخامس.
في الواقع أن أغلب النبلاء الأقل نبلًا في المجر كانوا يدعمون زابوليا، الذي ظل طيلة خمسة عشر عامًا يلعب دورًا رائدًا في الحياة السياسية المجرية. اعترف جزء من الطبقة الأرستقراطية بقياديته، وتمتع بالدعم الحماسي —الذي لم يكن متبادلًا دائما— من طبقة النبلاء الأقل نبلًا. واستسلم أغلب معارضيه في موهاج.
وقف رجال طبقة النبلاء العليا في المجر (البارونات) إلى جانب فرديناند، وتجمعوا في بوزوني لانتخابه. الحجة الرئيسية التي ساقتها الأسرة الألمانية —والتي قد يرى العديد من المؤرخين أنها حاسمة— كانت أن أسرة هابسبورغ قادرة على مساعدة المجر في قتال العثمانيين. ولكن في عام 1526 كان الوعد بلا قيمة. ظلت المجر تقاتل العثمانيين لأكثر من قرن من الزمان، وفي ذلك الوقت قدمت الإمبراطورية وآل الهابسبورج قدرًا كبيرًا من التشجيع ولكنهم لم يقدموا أي مساعدة ملموسة. كما تضاءلت احتمالات تقديم المساعدة بسبب صراع الإمبراطور كارل الخامس، شقيق فرديناند الأكبر، وفرانسوا الأول ملك فرنسا، والذي اندلع مرة أخرى في حرب مفتوحة في صيف عام 1526. وقد دفع هذا الظرف الفويفود إلى التقليل من شأن التهديد الذي يكمن وراء ترشيح الهابسبورج: وأن المجر تكون لآل زابوليا لابد أن تكافح ليس فقط العثمانيين، بل والهجوم من الغرب.
وعلى هذا فإن زابوليا لم يبد أي قدر من الانتباه إلى احتجاجات منافسه، أو تلك التي أعرب عنها المجريون القلائل الذين احتشدوا في صفوف فرديناند. وفي 10 نوفمبر 1526، أعلن زابوليا نفسه ملكًا من جانب البرلمان في سيكشفهيرفار، وتوج في اليوم التالي باسم الملك يانوش الأول من المجر.
في محاولة لاستعادة سلطة الدولة، سعى الملك يوحنا زاپولياي إلى الاستفادة من تسعة أشهر من الهدوء النسبي. فقد اعتمد على ثروته الخاصة الشاسعة، والدعم غير المشروط من جانب طبقة النبلاء الأقل حجمًا، ومساعدة بعض الأرستقراطيين في فرض سياساته في الشؤون الداخلية. بيد أنه في المجال الحاسم للعلاقات الخارجية، كان النجاح بعيد المنال. فقد سعى إلى تحقيق الوفاق مع هابسبورغ، مقترحًا تشكيل تحالف ضد العثمانيين، ولكن الأرشيدوق فرديناند، الذي انتخب نفسه بواسطة برلمان في بريسبورغ في ديسمبر 1526، رفض كل محاولات المصالحة. وعمل مبعوثو المجر في مختلف أنحاء أوروبا طلبًا للدعم. ففي فرنسا فقط وجدوا ردًّا إيجابيًّا، لكن حتى ذلك لم يكن فعّالاً لأن فرانسوا كان عازمًا ليس على التوفيق بين المجر وهابسبورغ، ولكن على جر المجر إلى حرب ضد كارل الخامس وعائلته.
شهد التوازن السياسي في أوروبا تحولاً كبيراً في صيف عام 1527، عندما احتلت قوات المرتزقة التابعة للإمبراطور روما في عملية غير مخطط لها إلى حد ما، ودفعت البابا كليمنت السابع، أحد حلفاء فرنسا الرئيسيين، إلى الاستسلام. وقد أدى هذا التطور إلى تحرير فرديناند، الذي حصل أيضا على عرش بوهيميا في أواخر عام 1526، من عبء مساعدة أخيه.

## روابط خارجية
- يانوش زابوليا على موقع الموسوعة البريطانية (الإنجليزية)